# Hallowell
Hallowell is een plaats (city) in de Amerikaanse staat Maine, en valt bestuurlijk gezien onder Kennebec County.

## Demografie
Bij de volkstelling in 2000 werd het aantal inwoners vastgesteld op 2467. In 2006 is het aantal inwoners door het United States Census Bureau geschat op 2510, een stijging van 43 (1,7%).

## Geografie
Volgens het United States Census Bureau beslaat de plaats een oppervlakte van 15,8 km², waarvan 15,2 km² land en 0,6 km² water.

## Plaatsen in de nabije omgeving
De onderstaande figuur toont nabijgelegen plaatsen in een straal van 16 km rond Hallowell.